# اقامتگاه‌های خاندان سلطنتی ساووی
اقامتگاه‌های خاندان سلطنتی ساووی، مجموعه‌ای از بناهای متعلق به خاندان ساووی در استان‌های تورین و کونیو واقع در ناحیهٔ پیدمونت در شمال ایتالیاست. این مجموعه در سال ۱۹۹۷ در فهرست میراث جهانی یونسکو به ثبت رسید.

## فهرست اقامتگاه‌ها
| نگاره | نام بنا                                 | شهر          | استان | مختصات جغرافیایی                                                  |
| ----- | --------------------------------------- | ------------ | ----- | ----------------------------------------------------------------- |
|       | پالاتزو رئاله (کاخ سلطنتی تورین)        | تورین        | تورین | ۴۵°۰۴′۲۱٫۱″ شمالی ۷°۴۱′۰۸٫۶″ شرقی / ۴۵٫۰۷۲۵۲۸°شمالی ۷٫۶۸۵۷۲۲°شرقی |
|       | پالاتزو ماداما                          | تورین        | تورین | ۴۵°۰۴′۱۵٫۸″ شمالی ۷°۴۱′۰۴٫۴″ شرقی / ۴۵٫۰۷۱۰۵۶°شمالی ۷٫۶۸۴۵۵۶°شرقی |
|       | پالاتزو کارینیانو (کاخ کارینیانو)       | تورین        | تورین | ۴۵°۰۴′۰۸٫۴″ شمالی ۷°۴۱′۰۶٫۴″ شرقی / ۴۵٫۰۶۹۰۰۰°شمالی ۷٫۶۸۵۱۱۱°شرقی |
|       | کاستلو دل والنتینو (قلعهٔ والنتینو)      | تورین        | تورین | ۴۵°۰۳′۱۵٫۶″ شمالی ۷°۴۱′۰۷٫۹″ شرقی / ۴۵٫۰۵۴۳۳۳°شمالی ۷٫۶۸۵۵۲۸°شرقی |
|       | ویلا دلا رجینا (ویلای ملکه)             | تورین        | تورین | ۴۵°۰۳′۳۲٫۴″ شمالی ۷°۴۲′۲۳٫۰″ شرقی / ۴۵٫۰۵۹۰۰۰°شمالی ۷٫۷۰۶۳۸۹°شرقی |
|       | قلعه ریوولی                             | ریوولی       | تورین | ۴۵°۰۴′۱۲٫۱″ شمالی ۷°۳۰′۳۹٫۰″ شرقی / ۴۵٫۰۷۰۰۲۸°شمالی ۷٫۵۱۰۸۳۳°شرقی |
|       | قلعه مونکالیری                          | مونکالیری    | تورین | ۴۵°۰۰′۰۸٫۱″ شمالی ۷°۴۱′۱۲٫۵″ شرقی / ۴۵٫۰۰۲۲۵۰°شمالی ۷٫۶۸۶۸۰۶°شرقی |
|       | رجیا دی وناریا رئاله (کاخ وناریا رئاله) | وناریا رئاله | تورین | ۴۵°۰۸′۱۰٫۴″ شمالی ۷°۳۷′۳۵٫۲″ شرقی / ۴۵٫۱۳۶۲۲۲°شمالی ۷٫۶۲۶۴۴۴°شرقی |
|       | قلعه و پارک ماندریا                     | وناریا رئاله | تورین | ۴۵°۰۸′۵۳٫۰″ شمالی ۷°۳۶′۰۲٫۶″ شرقی / ۴۵٫۱۴۸۰۵۶°شمالی ۷٫۶۰۰۷۲۲°شرقی |
|       | کاخ شکار استوپینیجی                     | ستوپینینجی   | تورین | ۴۴°۵۹′۴۷٫۱″ شمالی ۷°۳۶′۱۹٫۹″ شرقی / ۴۴٫۹۹۶۴۱۷°شمالی ۷٫۶۰۵۵۲۸°شرقی |
|       | قلعه آله                                | آلیه         | تورین | ۴۵°۲۱′۴۱٫۷″ شمالی ۷°۴۶′۰۹٫۱″ شرقی / ۴۵٫۳۶۱۵۸۳°شمالی ۷٫۷۶۹۱۹۴°شرقی |
|       | قلعه راکونیجی                           | راکونیجی     | کونیو | ۴۴°۴۶′۰۹٫۸″ شمالی ۷°۴۰′۳۳٫۵″ شرقی / ۴۴٫۷۶۹۳۸۹°شمالی ۷٫۶۷۵۹۷۲°شرقی |
|       | قلعه پولنزو                             | برا          | کونیو | ۴۴°۴۰′۵۹٫۹″ شمالی ۷°۵۳′۴۱٫۹″ شرقی / ۴۴٫۶۸۳۳۰۶°شمالی ۷٫۸۹۴۹۷۲°شرقی |
|       | قلعه گووونه                             | گووونه       | کونیو | ۴۴°۴۸′۱۸٫۱″ شمالی ۸°۰۵′۵۵٫۷″ شرقی / ۴۴٫۸۰۵۰۲۸°شمالی ۸٫۰۹۸۸۰۶°شرقی |
|       | رجیا دی والکاسوتو                       | گارسیو       | کونیو |                                                                   |

## نگارخانه

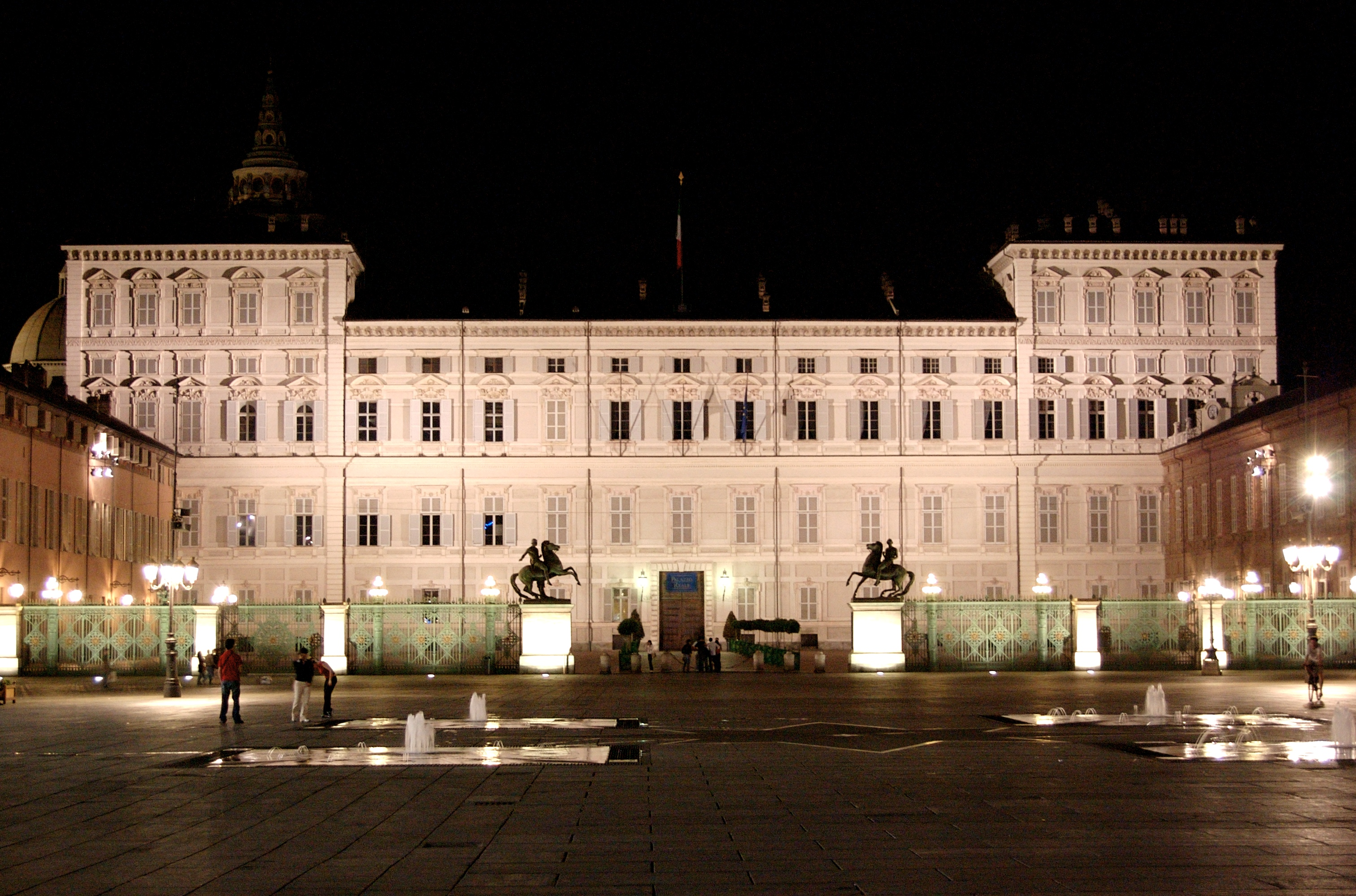
Palazzo Reale
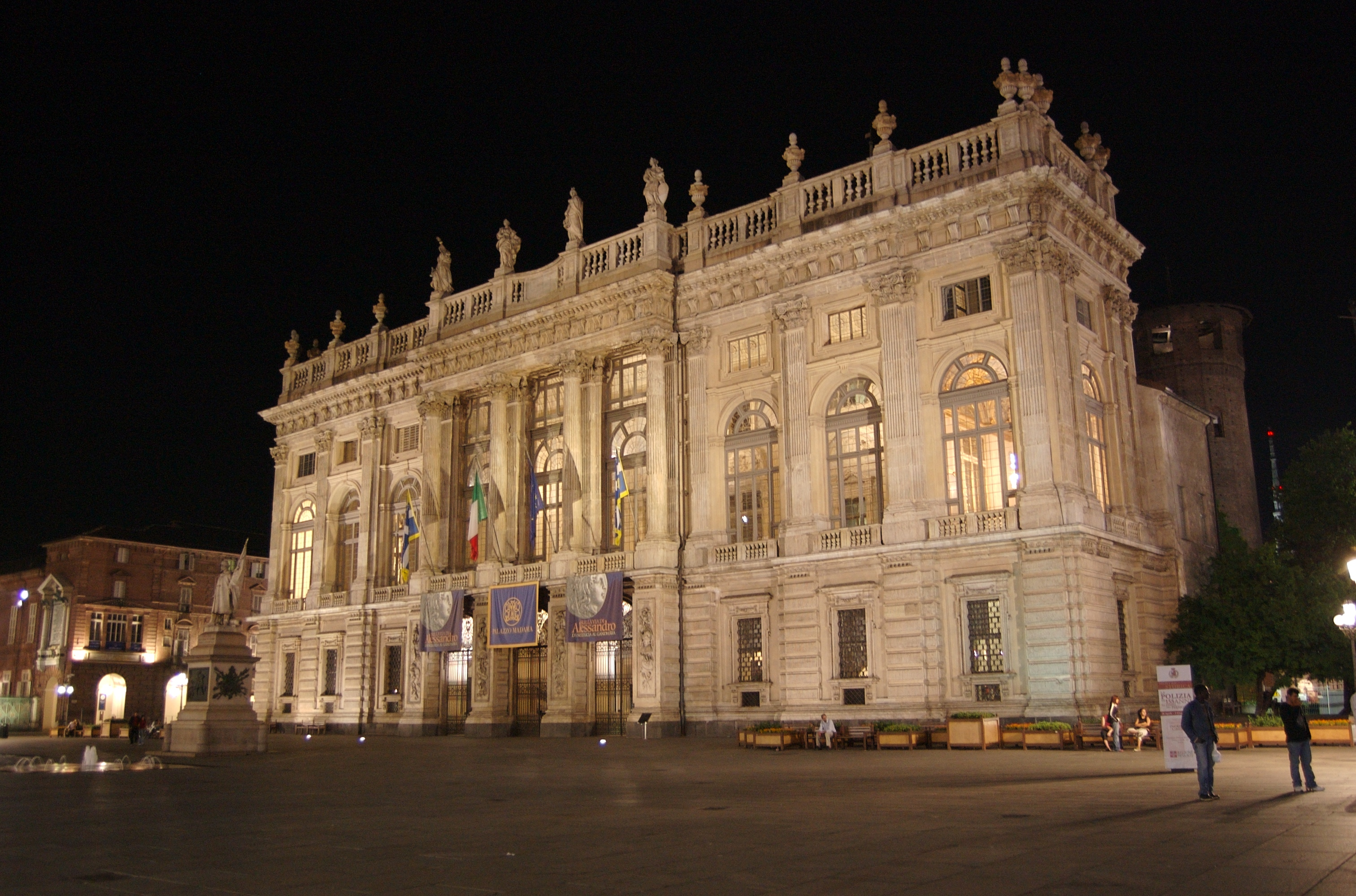
Palazzo Madama
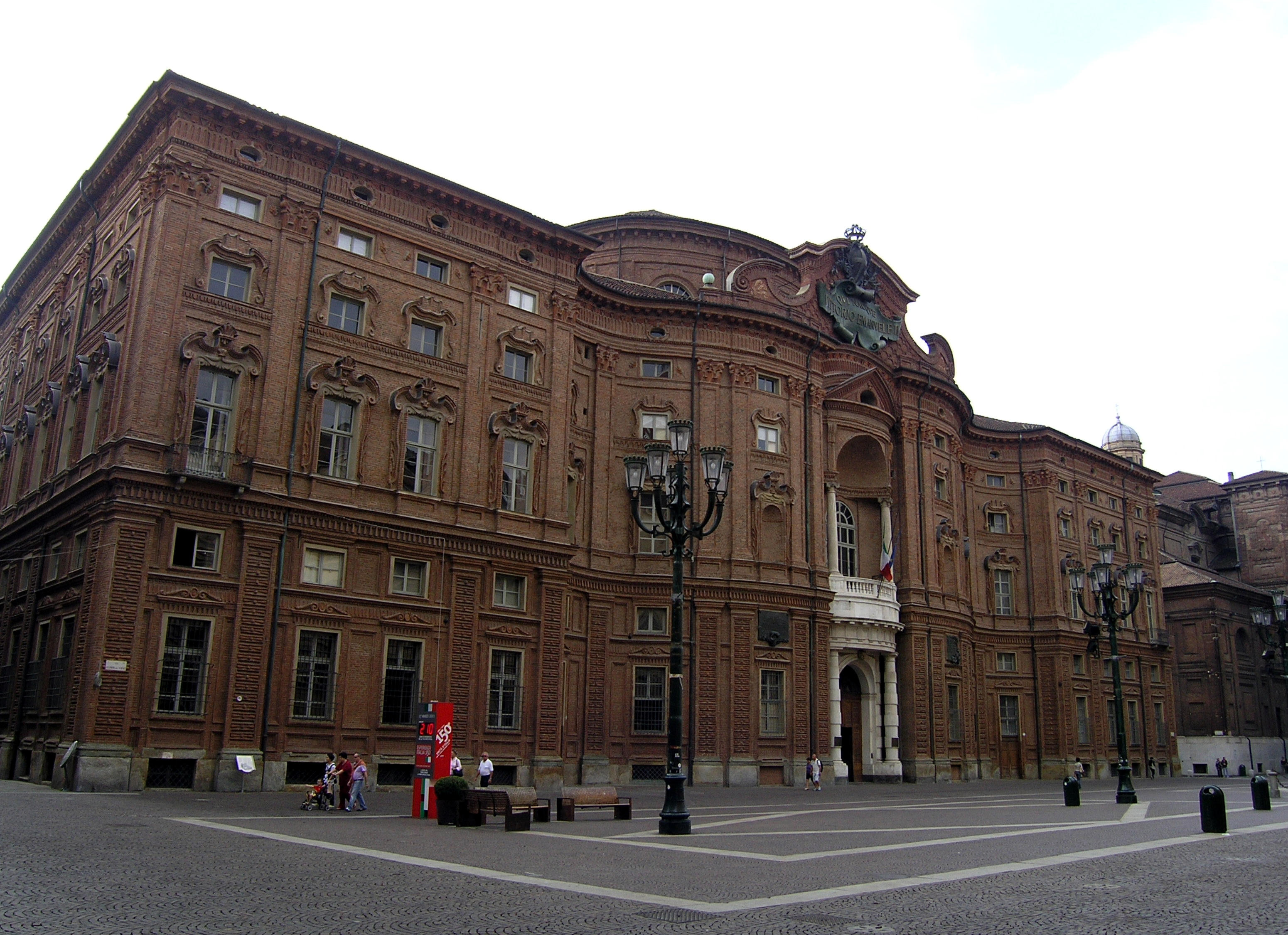
Palazzo Carignano
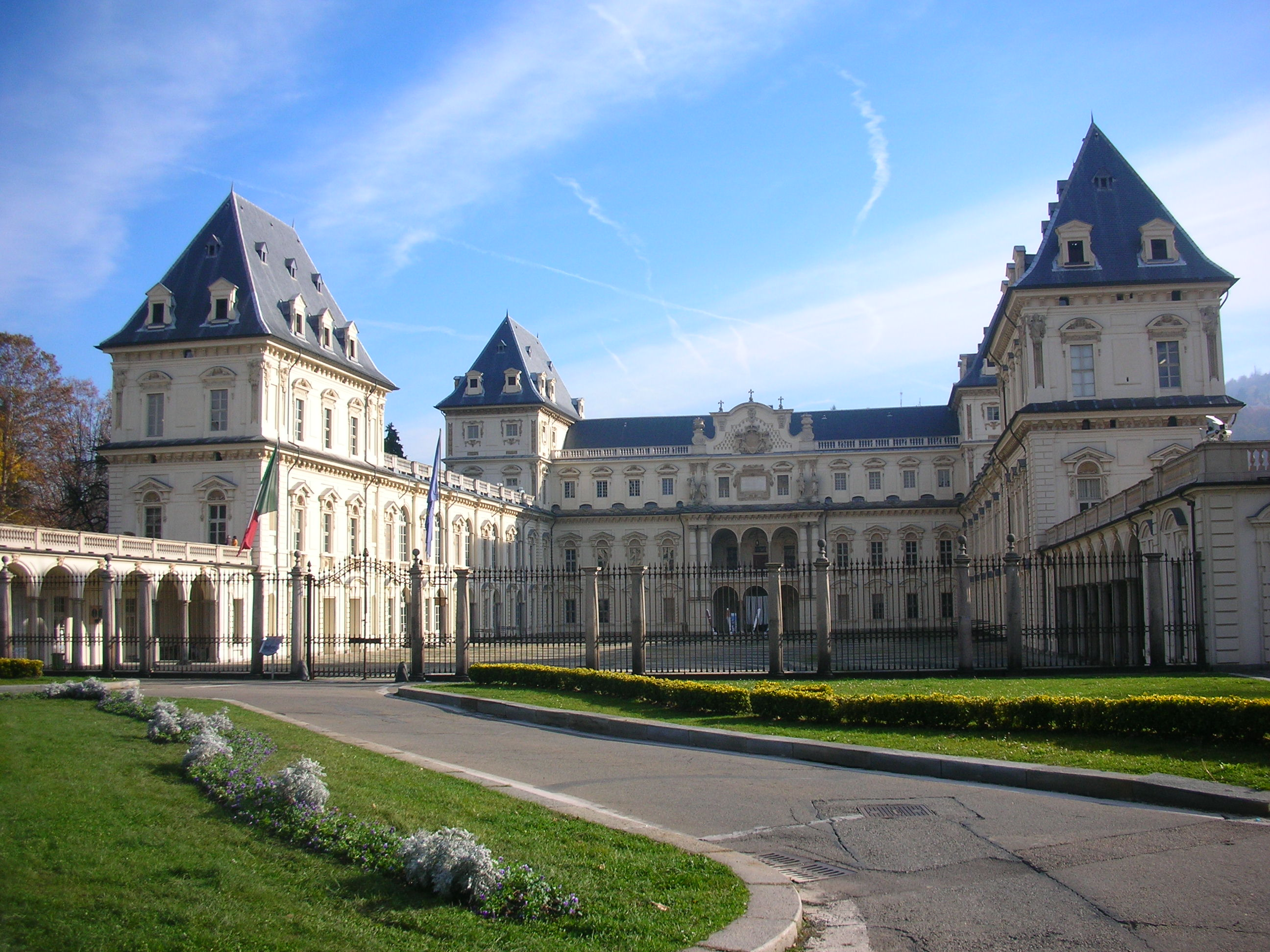
Castello del Valentino
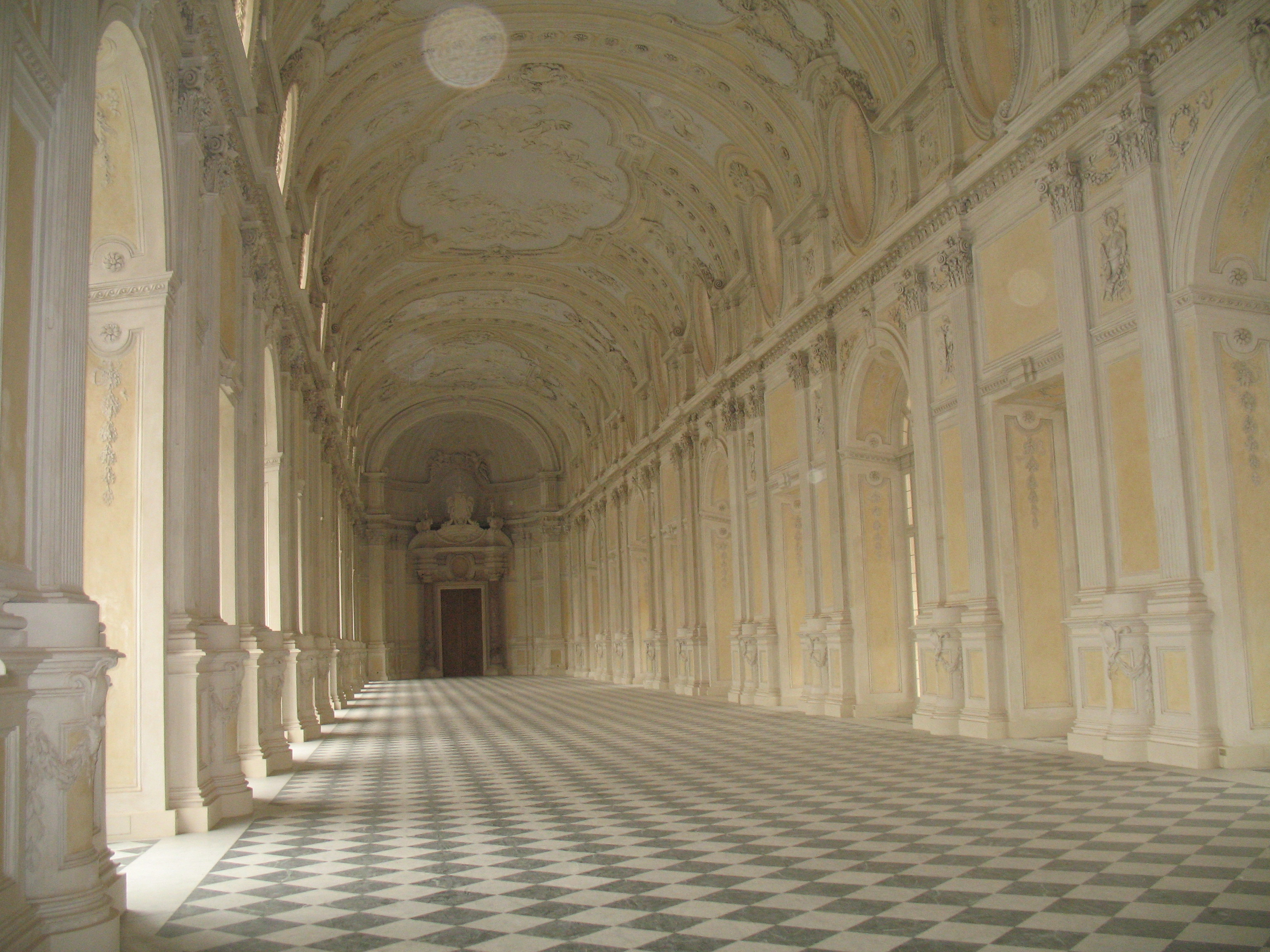
Reggia di Venaria Reale (Palace of Venaria Reale)
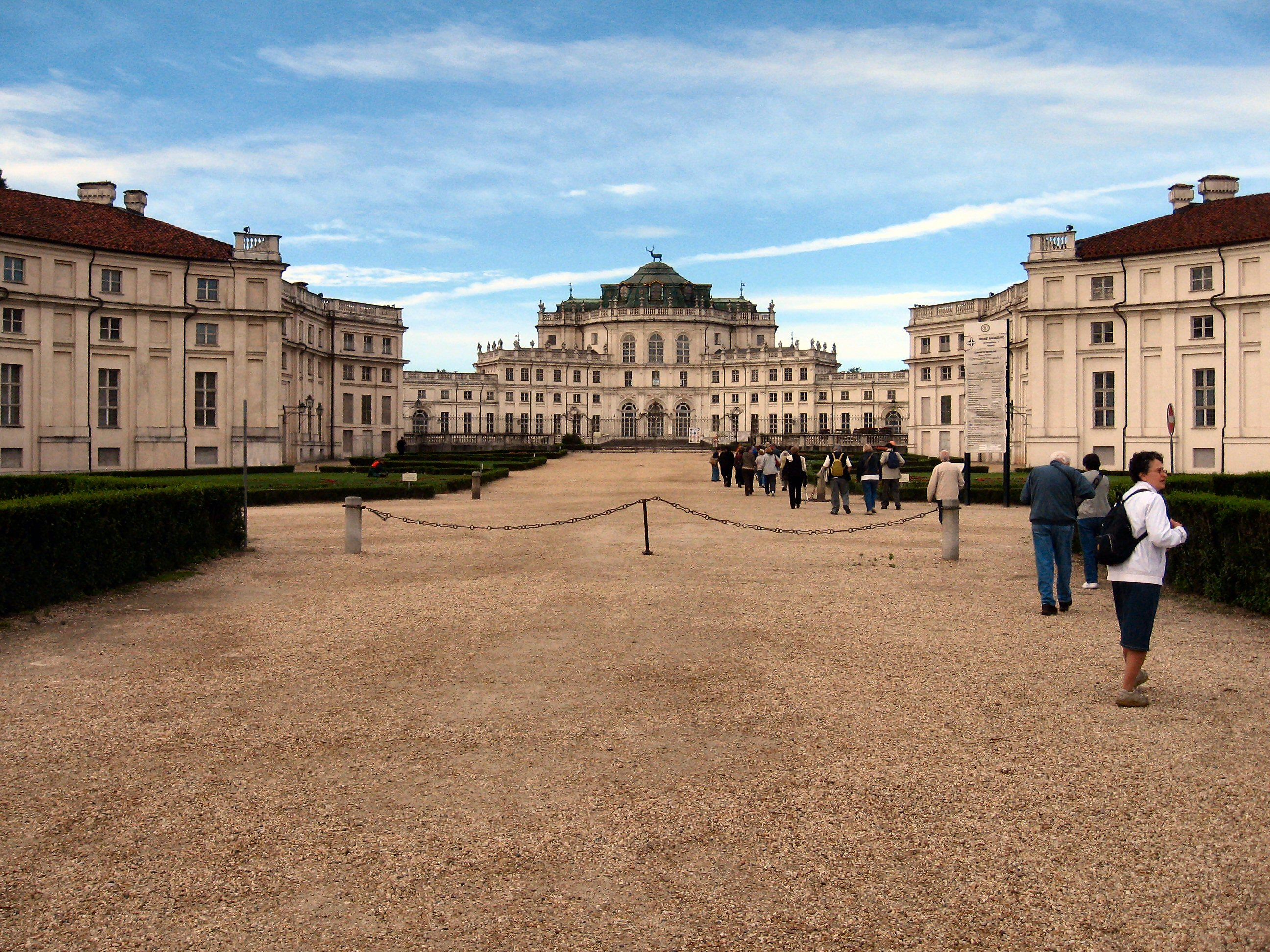
کاخ شکار استوپینیجی
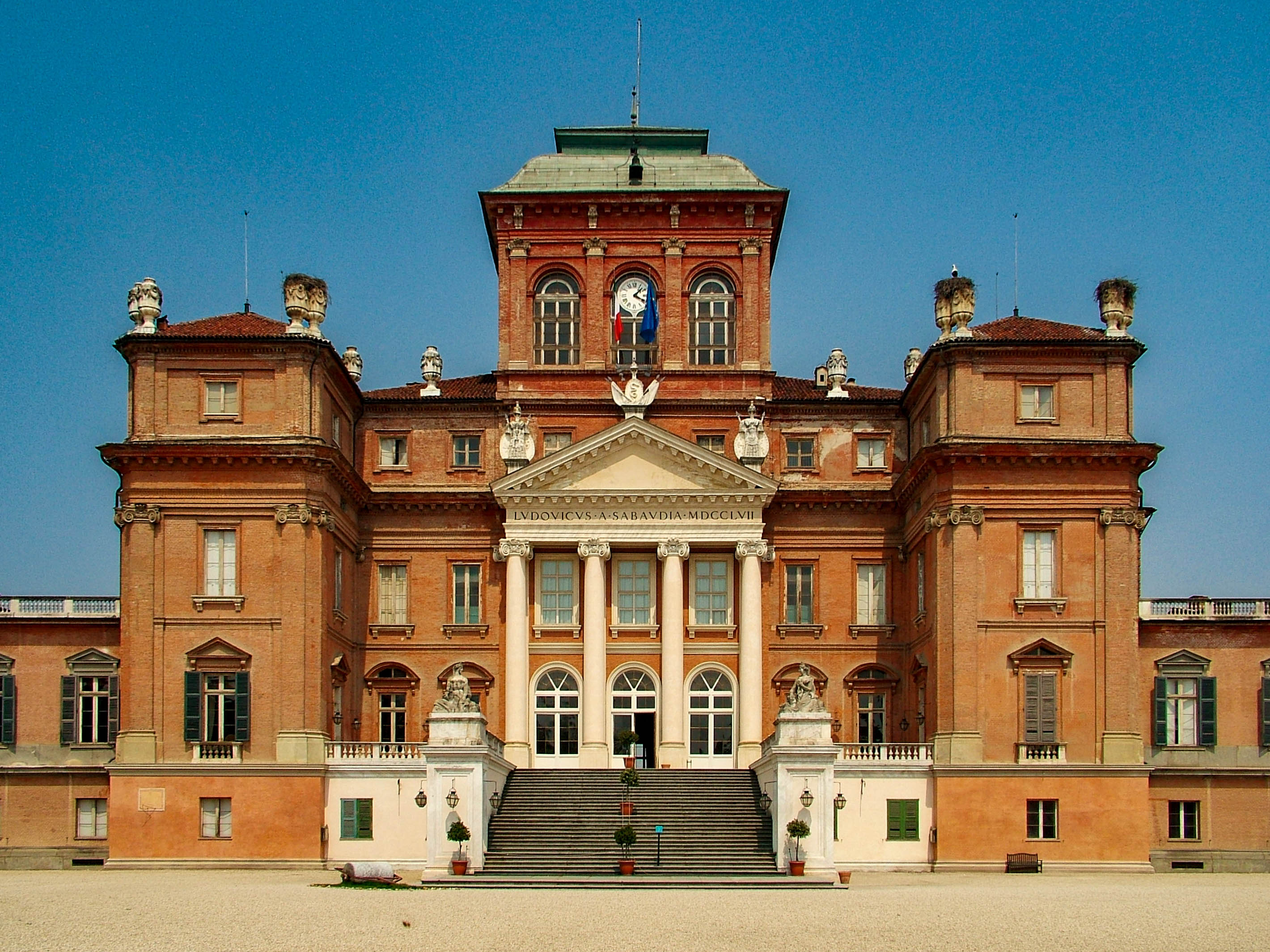
Castle of Racconigi
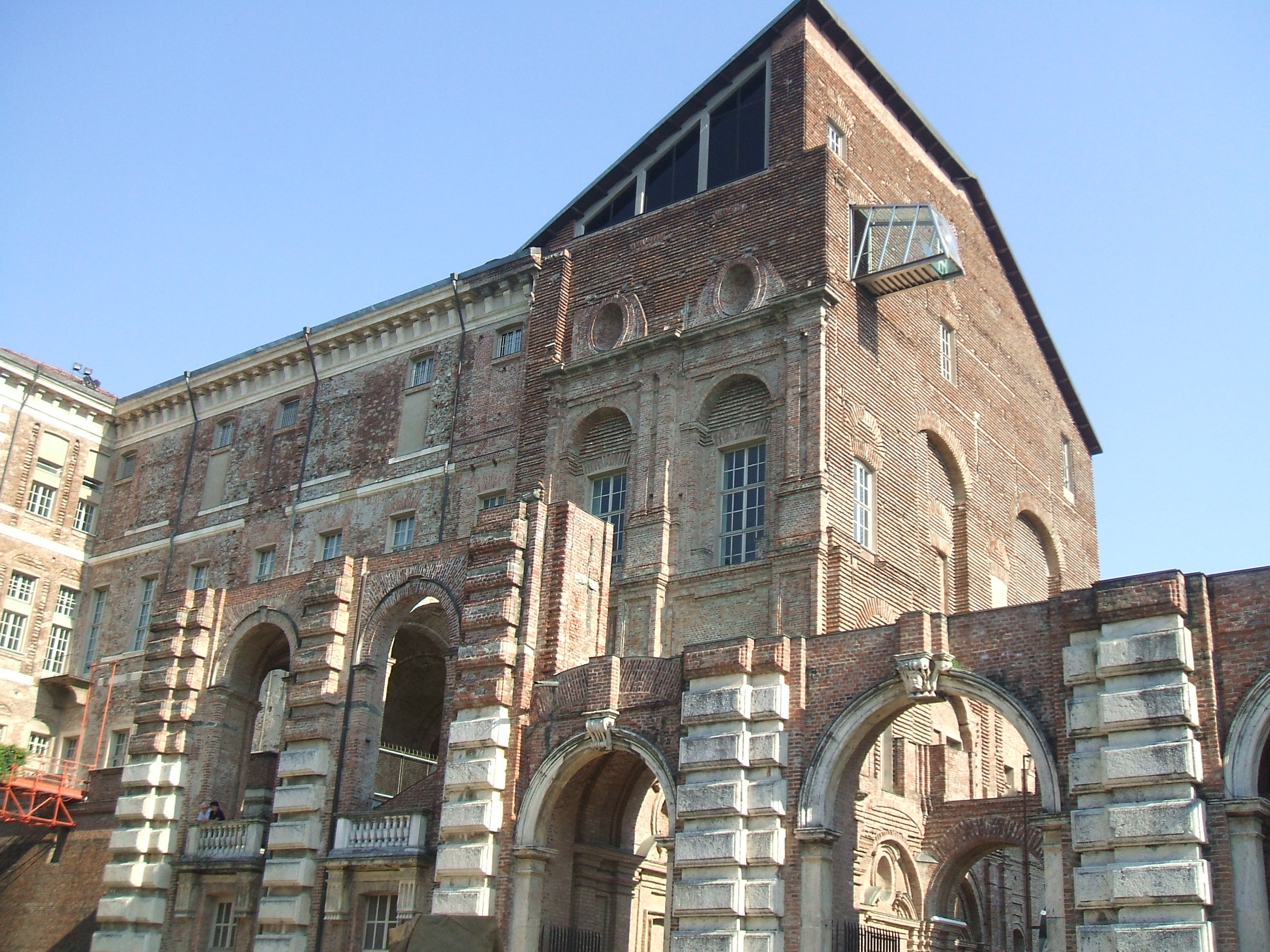
Castle of Rivoli
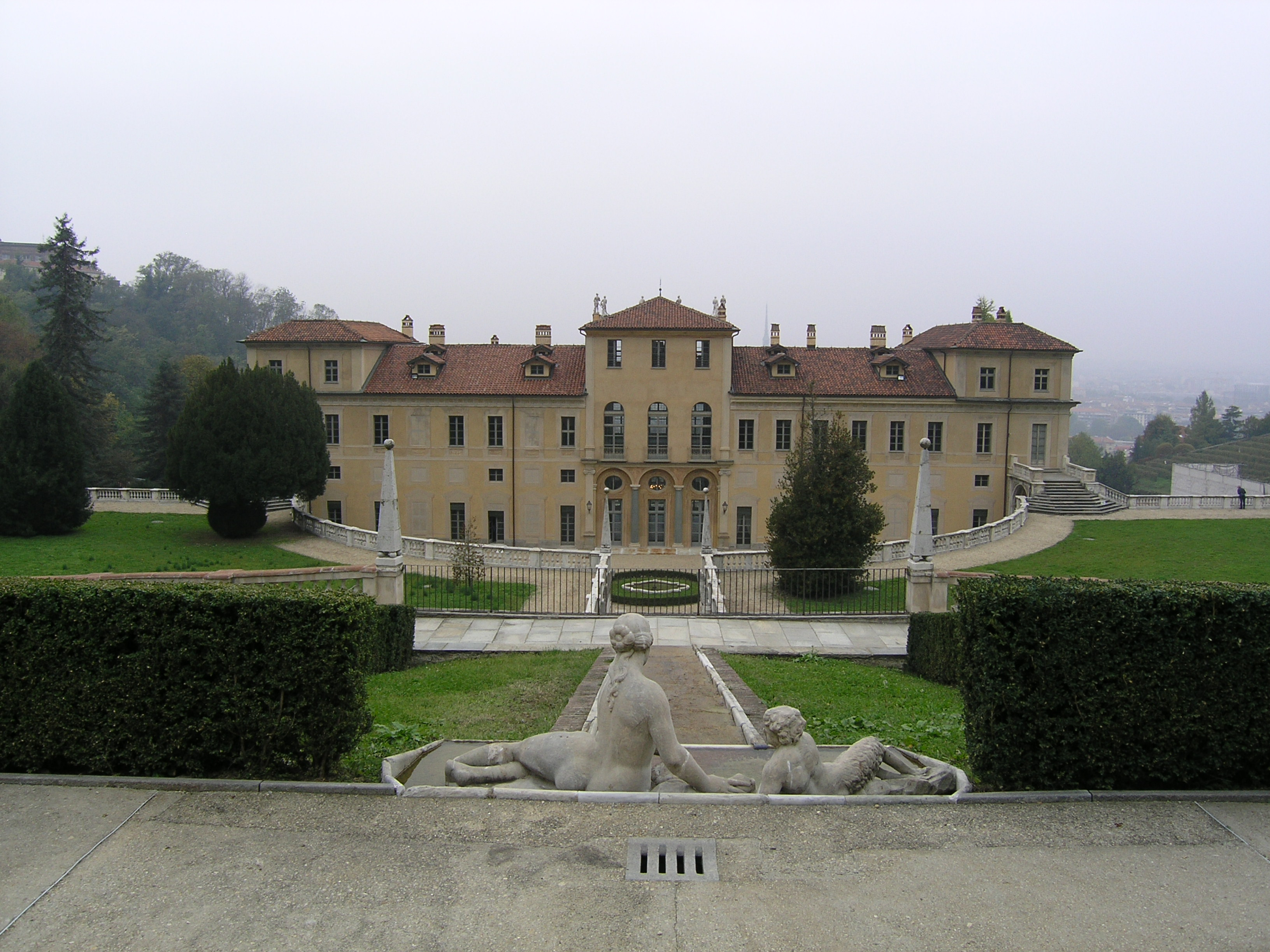
Villa della Regina
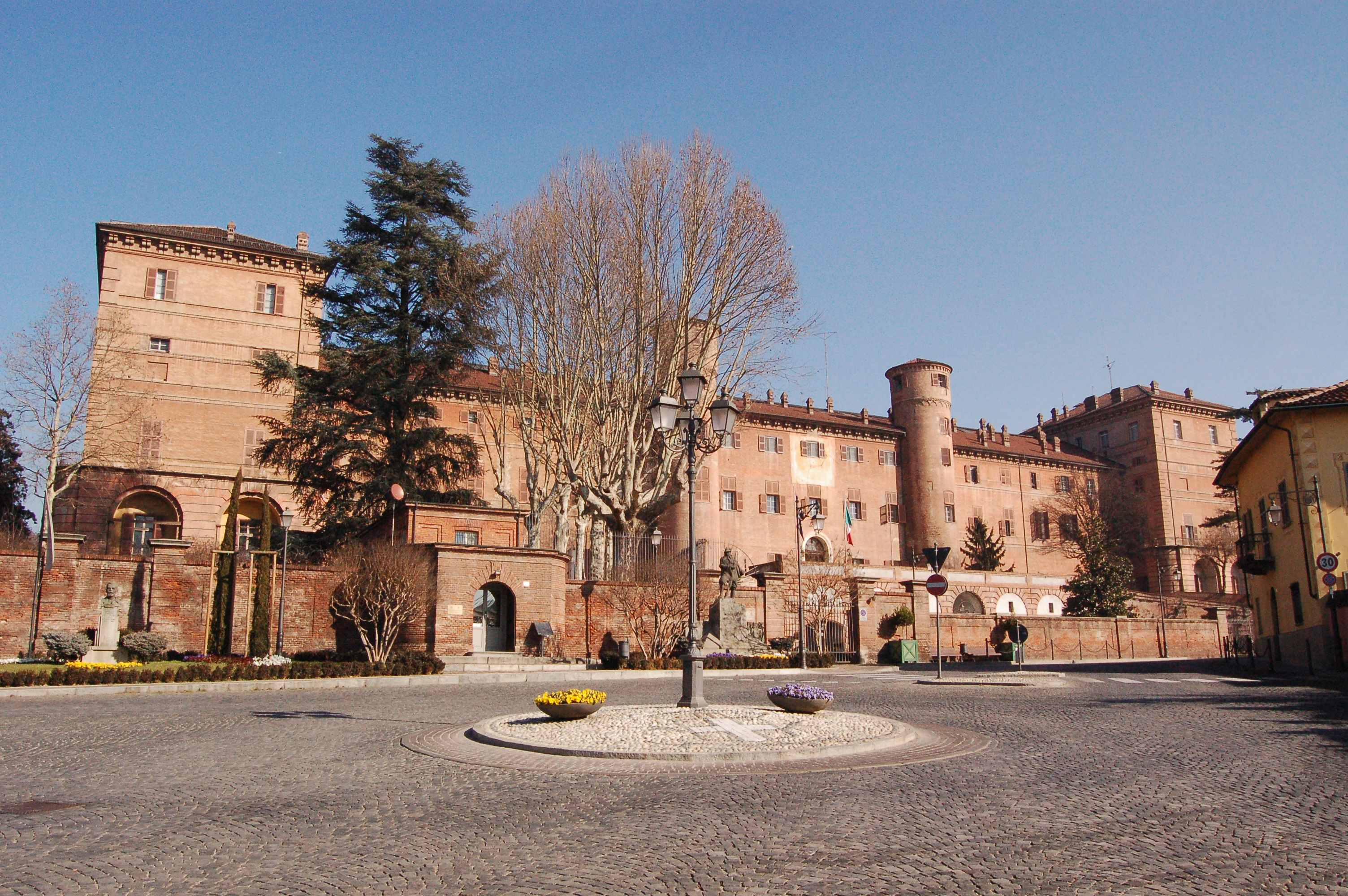
Castle of Moncalieri
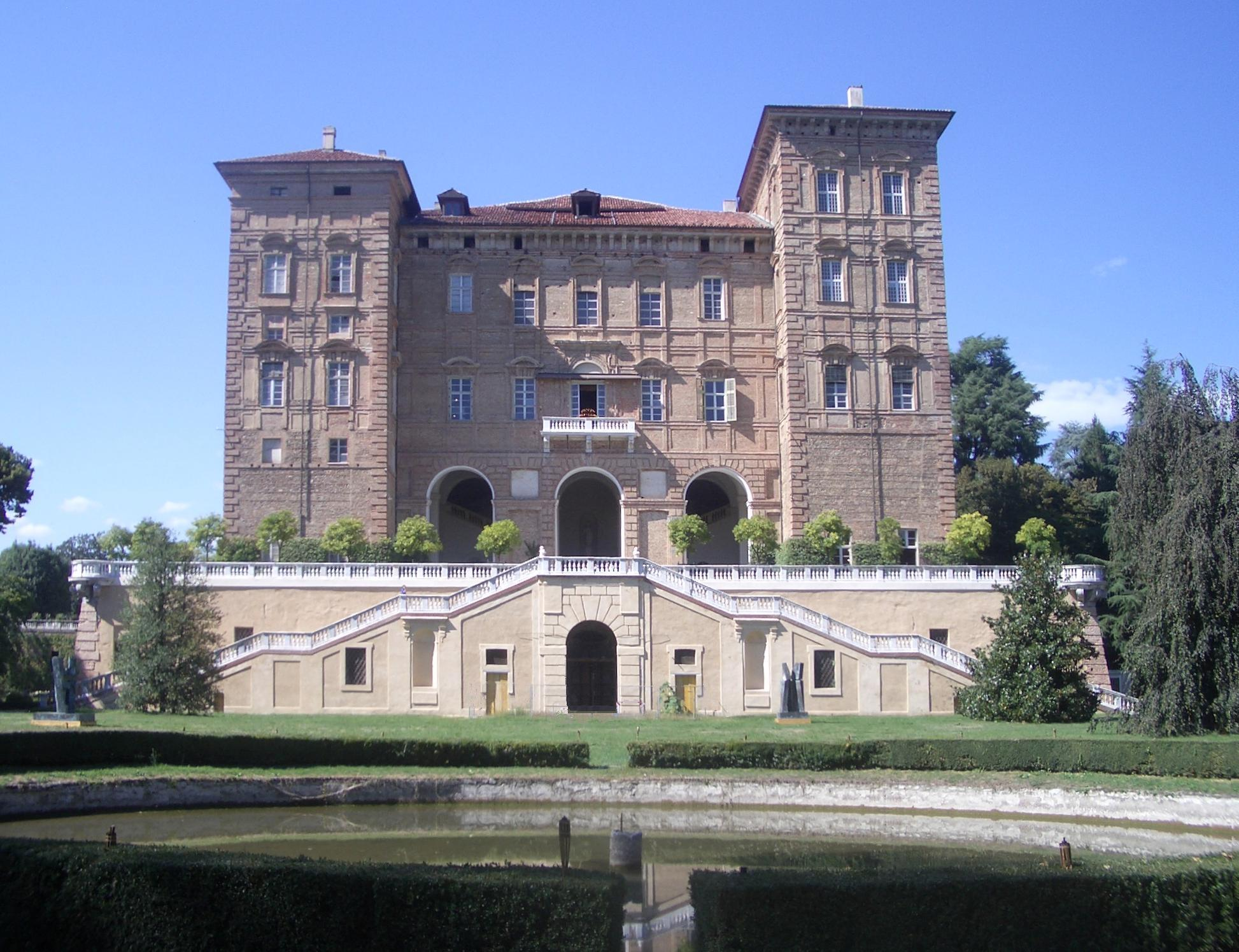
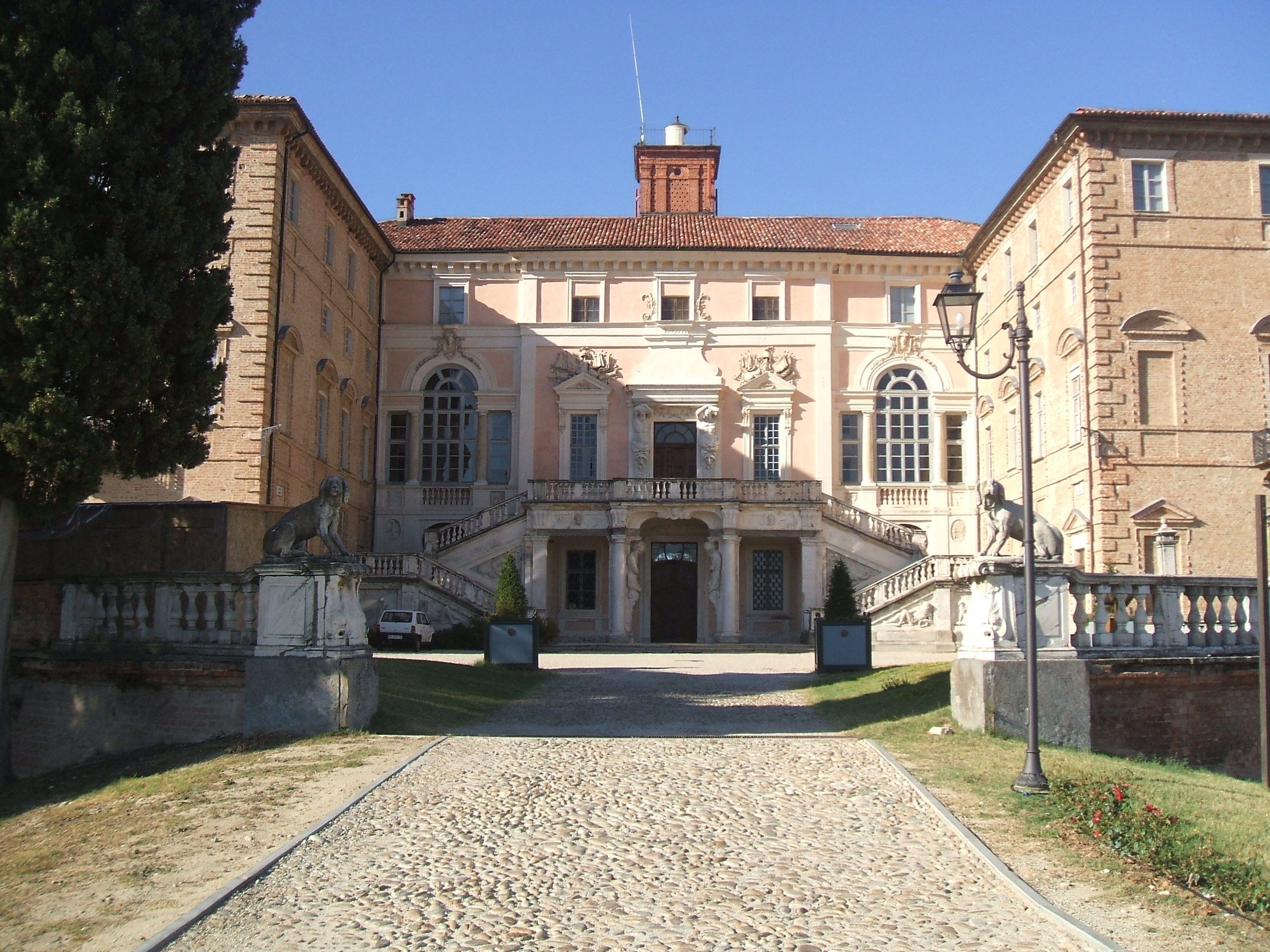
گووونه